# EMD JT26CW-SS
JT26CW-SS ist die Herstellerbezeichnung einer Baureihe dieselelektrischer Lokomotiven, die von 1985 bis 1995 bei General Motors Electro-Motive Division (EMD) gebaut und als Klasse 59 von British Rail (BR) im Vereinigten Königreich eingesetzt wurde.

## Geschichte
Die ersten fünf Class 59 – später als 59/0 bezeichnet – wurden in La Grange im US-amerikanischen Bundesstaat Illinois gebaut. Vier davon wurden im Januar 1986 an die Baufirma Foster Yeoman nach Großbritannien geliefert. Sie erhielten die Namen „Yeoman Endeavour“ (59 001), „Yeoman Enterprise“ (59 002), „Yeoman Highlander“ (59 003) und „Yeoman Challenger“ (59 004); die nachbestellte, am 4. Juni 1989 im Hafen Felixstowe gelöschte 59 005 bekam abweichend davon den Namen des Yeoman-Bahnchefs Kenneth J. Painter. Alle weiteren Class 59 entstanden in der kanadischen Stadt London (Ontario).

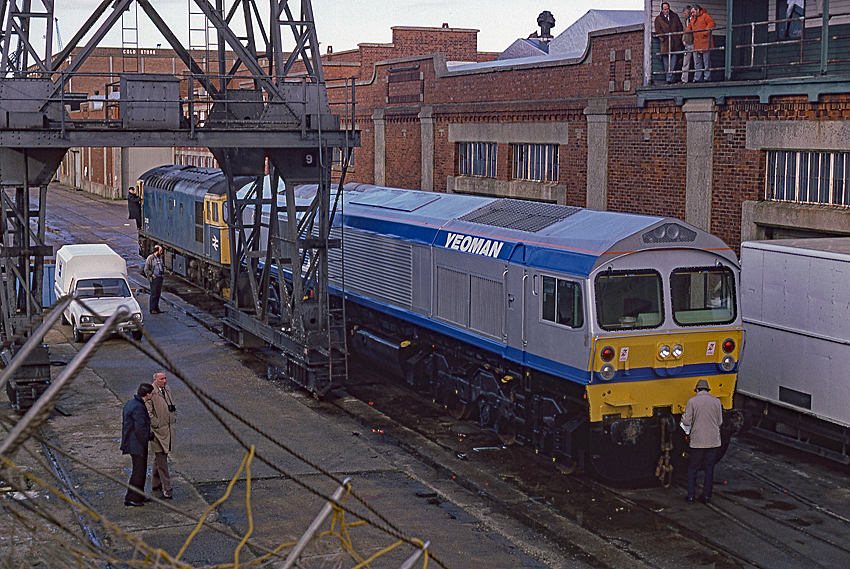
59 001 in ursprünglicher Lackierung bei der Ablieferung in Southampton (1986)

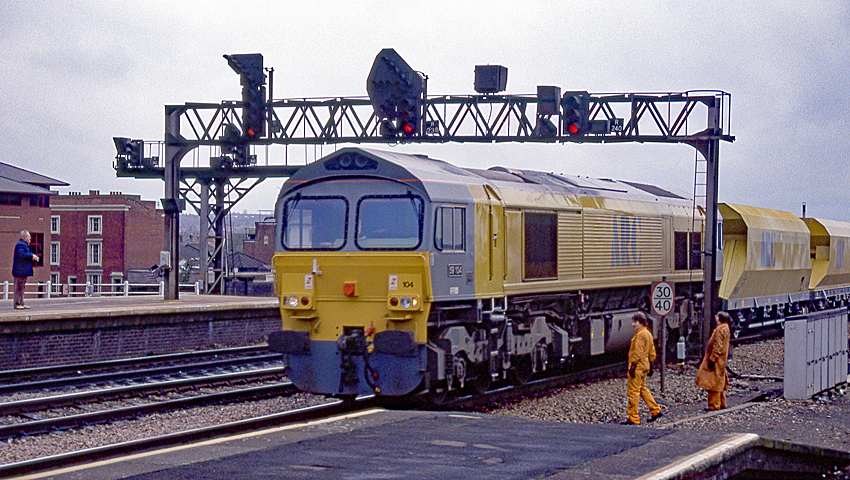
59 104 der ARC mit geändertem Spitzenlicht in Reading (1991)

Die Yeoman-Lokomotiven waren für den Einsatz vor Steinzügen in Südwestengland bestimmt. 1993 gründete Foster Yeoman mit der Amalgamated Roadstone Corporation (ARC) das Bahnunternehmen Mendip Rail und brachte die fünf Maschinen in diesen Betrieb ein, blieb aber deren Eigentümer. Die 59 003 wurde 1997 für den Einsatz auf dem Kontinent überarbeitet, wofür mit der Deutschen Bahn das Joint-Venture DB Yeoman GmbH ins Leben gerufen wurde. 2001 wurde die fortan auf deutschen Gleisen verkehrende Maschine von Heavy Haul Power International (HHPI) übernommen, 2014 kehrte sie zu GB Railfreight auf die Insel zurück.
1990 wurden für das britische Baustoffunternehmen ARC in London (Kanada) vier als 59/1 bezeichnete Class 59 (59 101 bis 59 104) gebaut. Von den Vorgängern unterschieden sie sich optisch durch ein geändertes Spitzenlicht, veränderte Stoßdämpfer erlaubten die Heraufsetzung der Höchstgeschwindigkeit auf 60 auf 75 mph.
Umfangreichere Änderungen wurden bei der Serie 59/2 vorgenommen. Von diesem Typ wurden in den Jahren 1994/95 sechs Lokomotiven (59 201 bis 59 206) für Kohletransporte an das Energieunternehmen National Power nach Großbritannien geliefert. Unter anderem erhielten sie automatische Kupplungen, wurden später jedoch auf Schraubenkupplungen umgebaut.
Foster Yeoman ging 2006 in der zum schweizerischen Unternehmen LafargeHolcim gehörigen Firma Aggregate Industries auf.
Unmittelbarer Nachfolger der Class 59 wurde die auch als Class 66 bezeichnete EMD JT42CWR.

## Einsatz

### Großbritannien
Die Lokomotiven haben zum Teil wiederholt den Eigentümer gewechselt. Zu jenen gehörten u. a. auch die Unternehmen English, Welsh & Scottish Railway (EWS, seit 2007 DB Cargo UK) und Hanson. Sämtliche Maschinen der Class 59 sind seit 2016 wieder auf britischen Gleisen unterwegs. Die Loks der Bauserien 59/0 und 59/1 gehören mit einer Ausnahme zum Unternehmen Mendip Rail, lediglich die aus Deutschland zurückgekehrte 59 003 wurde von GB Railfreight erworben. Die sechs von National Power angeschafften 59/2 laufen heute im Güterverkehr bei der Bahngesellschaft Freightliner.

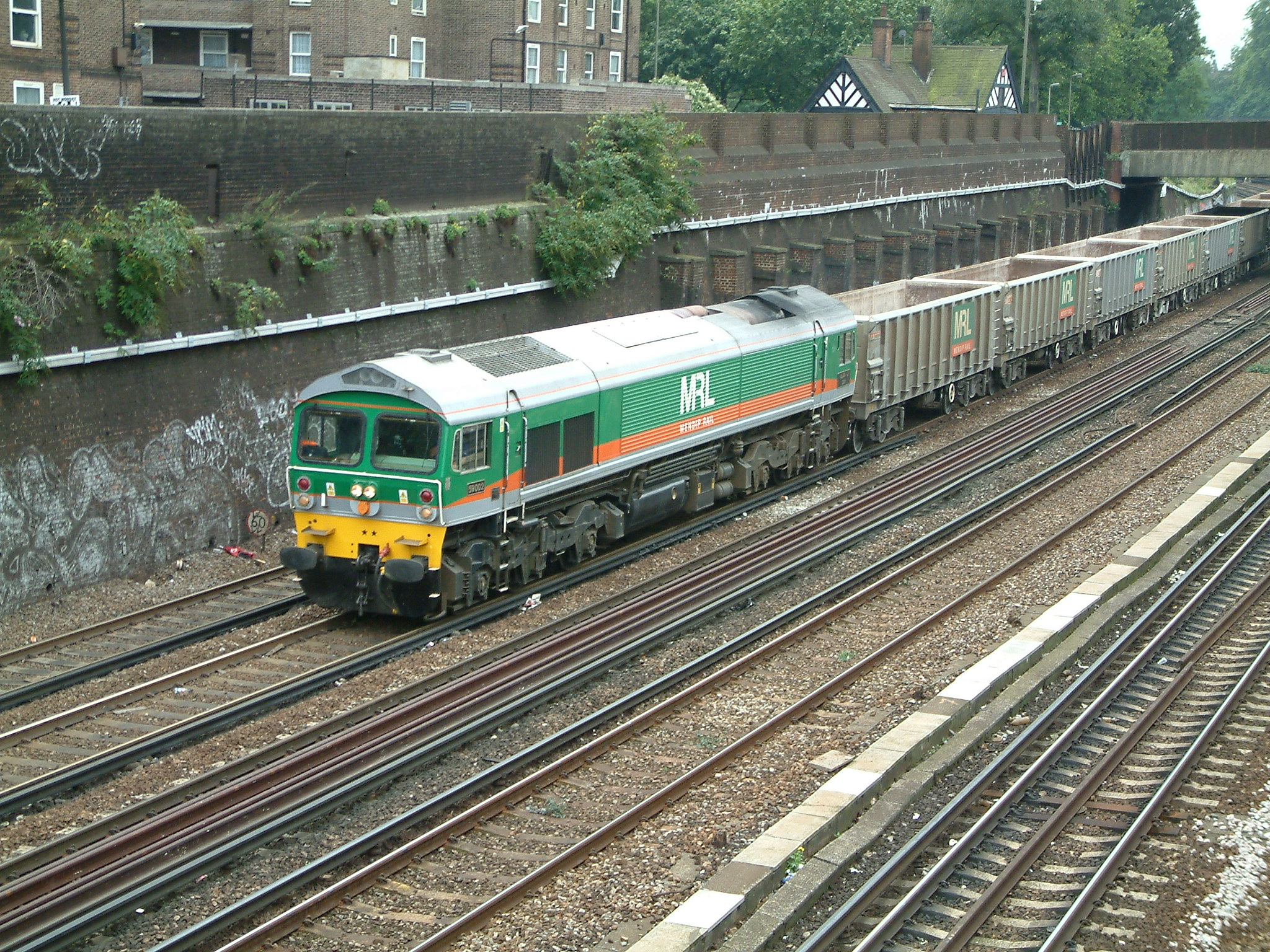
59 002 in den Farben von Mendip Rail (2004)
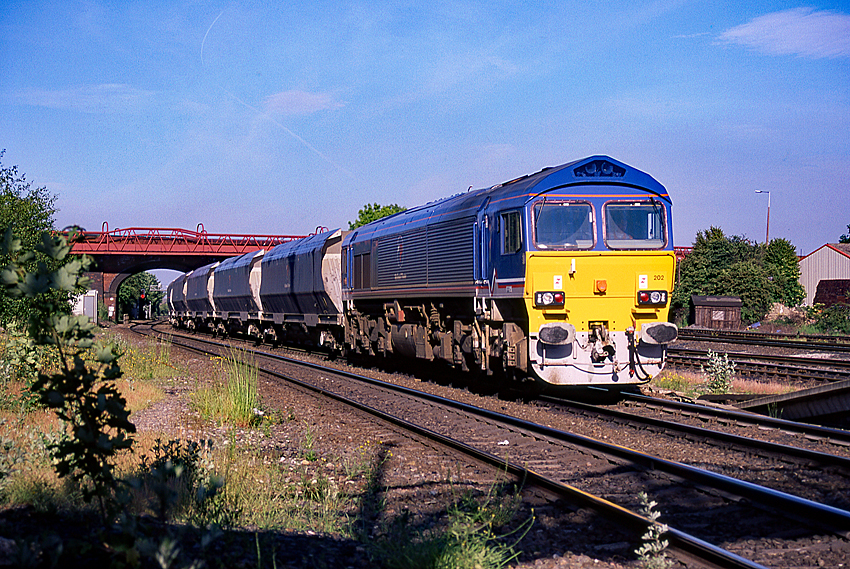
59 202 vor einem Kohlenzug in der National-Power-Lackierung mit automatischer Kupplung (1996)
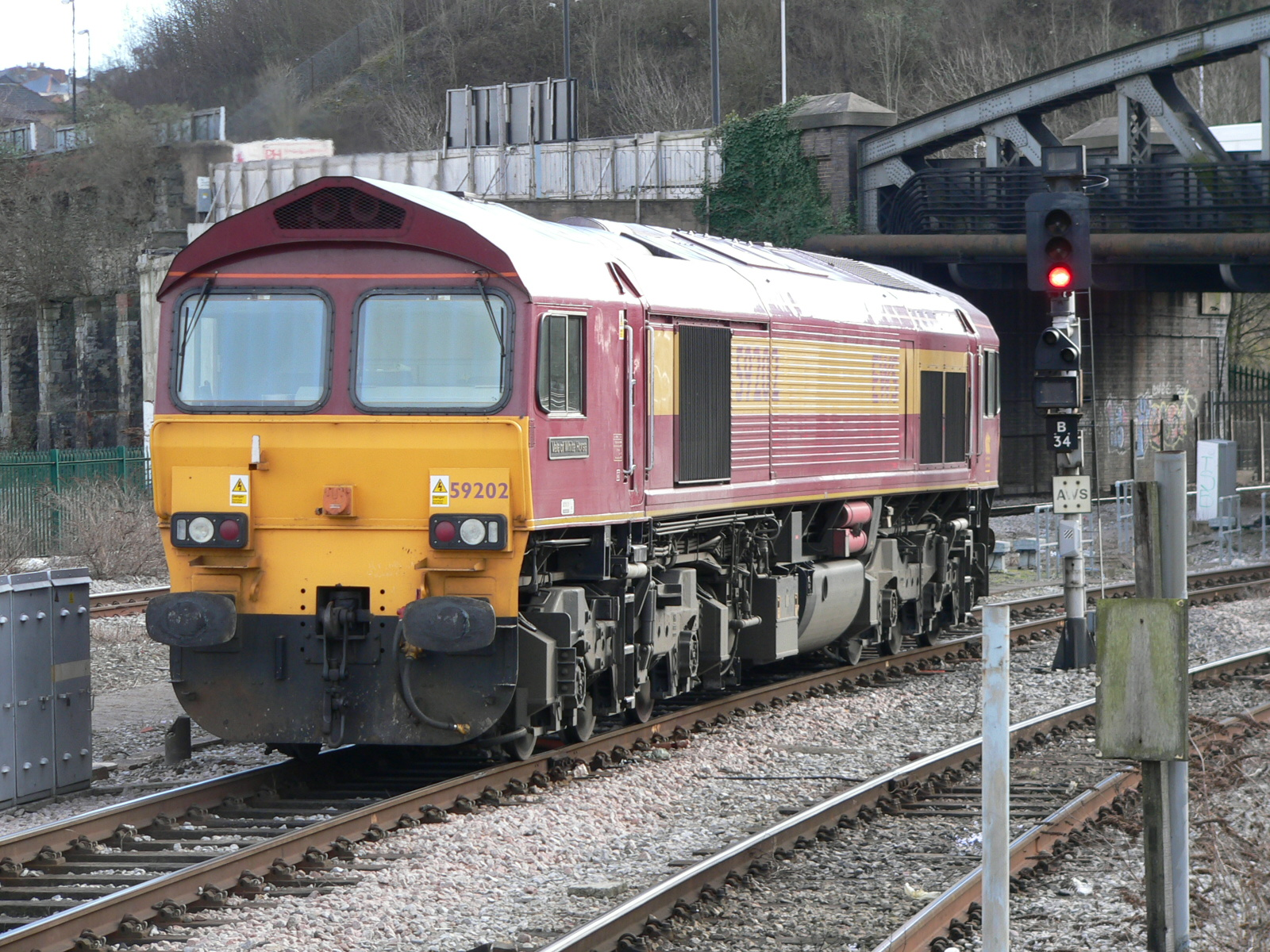
59 202 mit Schraubenkupplung von EWS in Bristol
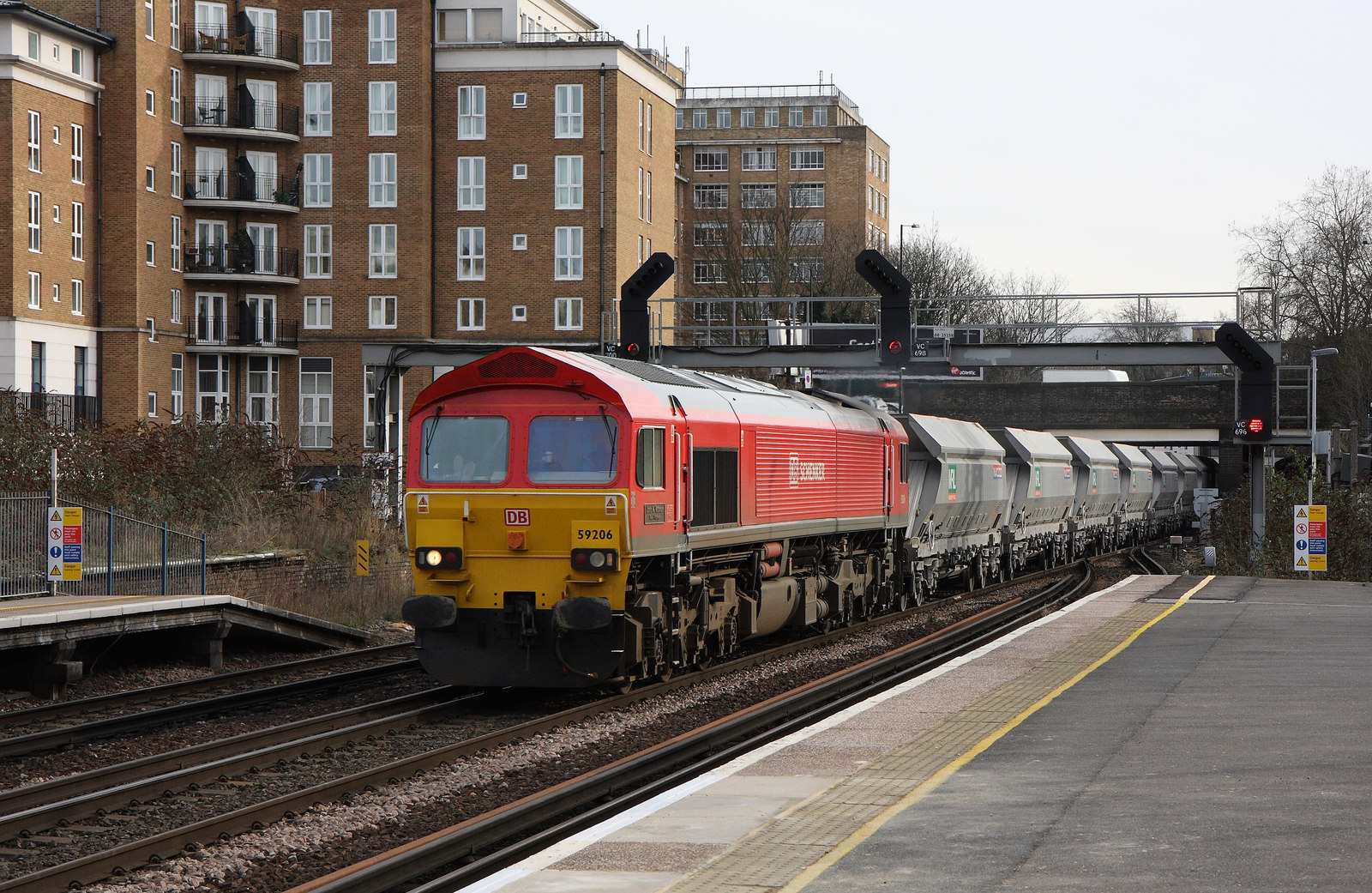
59 206 in der Livrée „DB Schenker“ (2010)

### Deutschland

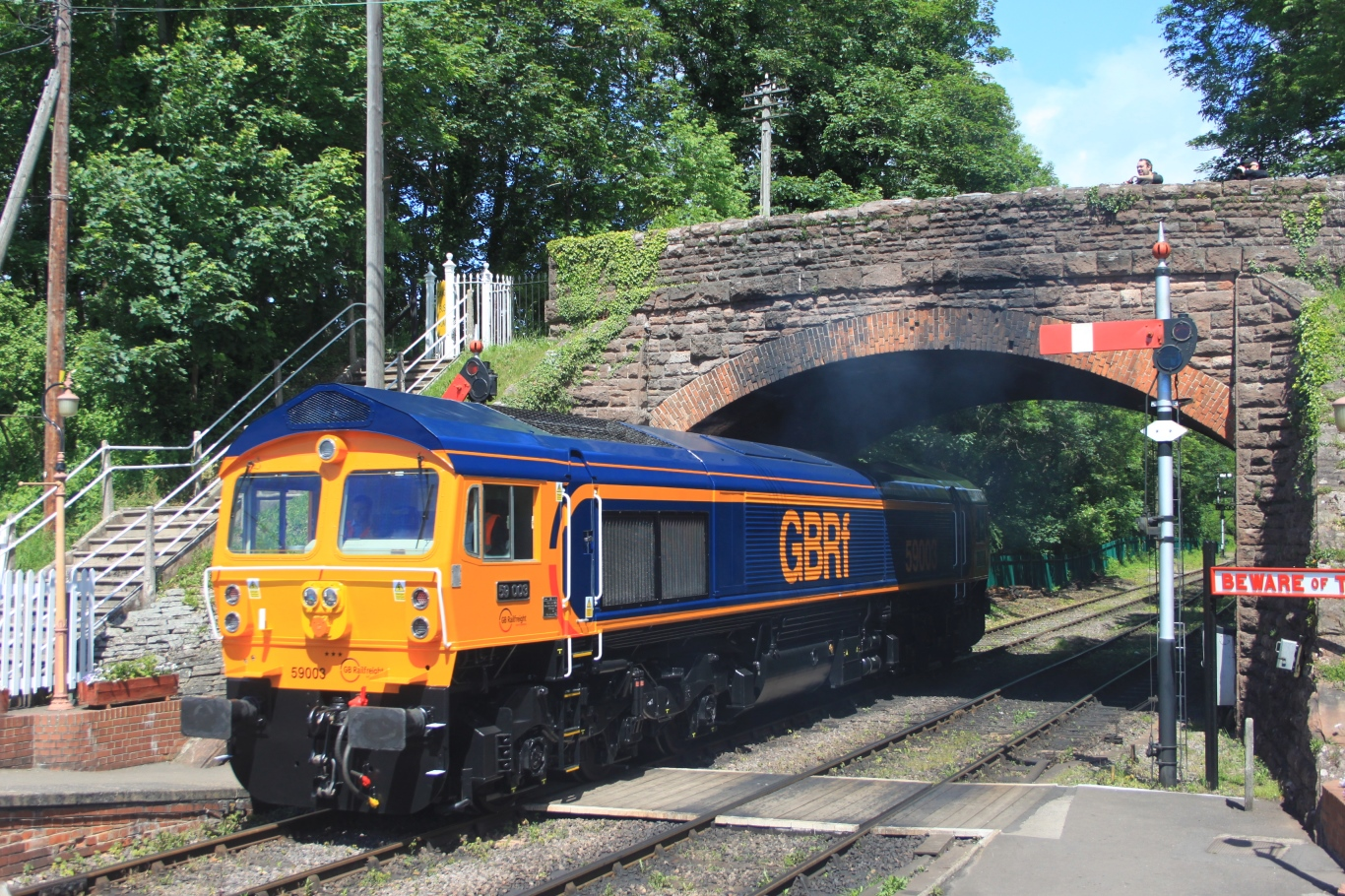
Für den Einsatz in Deutschland hatte die 59 003 ein drittes Spitzenlicht erhalten (Bishops Lydeard, 2015)

Die Deutsche Bahn AG hatte 1997 eine dieselelektrische Lokomotive vom Typ JT26CW-SS übernommen und in ihren Nummernplan als 259 003 eingereiht. Die Lokomotive war zuvor in Großbritannien von Foster Yeoman als 59 003 eingesetzt. Nach dem Einsatzende bei der Deutschen Bahn wurde die Lokomotive an die Heavy Haul Power International für den Betrieb auf deutschen Bahnstrecken abgegeben. Dort war sie von 2001 bis 2014 im Einsatz, bevor sie von GB Railfreight übernommen wurde und seit 2015 wieder Transportdienstleistungen in Großbritannien erfüllt.